# スカレー (競走馬)
スカレーとは、日本のアングロアラブの競走馬、種牡馬である。
競走馬としてはタイムラインの好敵手として南関東公営競馬で走り重賞5勝、レコード更新2回の活躍。種牡馬入り後は父エルシドの後継種牡馬として数多くの活躍馬を輩出し、自身の後継としても中央・地方総合リーディングサイアー5回のキタノトウザイを出した。またその母系を辿れば、明治期に宮内省によって輸入されたロシア原産の乗用馬種・オルローフ・ロストプチン種の末裔である。
※以下、馬齢はすべて2000年以前に使用された旧表記（数え年）にて記述する。

## 競走馬時代

### タイムラインとアラブダービー
1971年に船橋競馬場の木村万吉厩舎からデビューすると、順調に使われて3勝を挙げた。馬インフルエンザによる開催休止が明けた4歳2月にはクラシック戦線へ向けての前哨戦である準重賞・アラブジュニアーに出走したが、ここはタマガワホースの3着に敗れる。ただし、この競走では前年の全日本アラブ争覇勝ち馬のタイムラインが調整不足が祟り着外となっており、これはスカレーがタイムラインに生涯で唯一先着した競走となった。この直後、タイムラインは当時所属馬の水準・賞金額ともに上昇著しかった兵庫県の園田競馬場へと、2000万円もの高額でトレードされる。
次走となった八王子記念で、スカレーは逆にタマガワホースを4馬身差で下して重賞初勝利を挙げた。中心を失ったクラシック戦線の有力馬の1頭に名乗りを挙げたスカレーだが、姫路へ出走していたタイムラインが2戦して2勝を挙げただけで、再トレードにより南関東公営競馬へと戻って来てしまう。そして再戦となった南関東アラブ三冠の1冠目・千鳥賞で、スカレーはタイムラインに3馬差をつけられる惨敗を喫した。
雪辱を誓ったアラブダービーでは、逃げるタイムラインに対してスカレーは2番手でぴったりと追走。3・4コーナーで既に2頭のマッチレースとなったが、直線では差を縮めるどころかじりじりと引き離されるばかり。3着のピースマウンテンには6馬身差をつけたとはいえ、レコード勝ちのタイムラインに対して2 1/2馬身差の2着に終わった。このあと、タイムラインはふたたび園田競馬場へと移籍し、同地の重賞戦線を荒らし回る。

### 重賞4連勝
初の古馬重賞となった6月のワード賞ではいいところがなくキングタカラの8着に敗れたスカレーだが、続く7月の4歳重賞・鎌倉記念は佐々木竹見騎手を背に勝利。さらに白百合賞でも、2着のセンシヨウに6馬身差をつけるレコード勝ちで連勝を決めた。10月18日には、赤間清松騎手に乗り変わってアラブチャンピオンへと出走。3・4コーナーでいったん故障かと思われるほど後退するも、直線大外から一気に差し切る派手な競馬でこれを制した。
そしてスカレーは、10月30日に行われる南関東アラブ三冠の最終戦・アラブ王冠賞へと進む。当初騎乗を予定していた佐々木竹見騎手が騎乗停止となったため急遽田部和廣騎手が起用されたが、スカレーはそんなアクシデントも物ともせず2着に8馬身差をつける大楽勝。その勝ち時計は大井競馬場の2000mで2:05.1という、サラブレッド顔負けのレコードであった。

### 全日本アラブ大賞典、引退へ
それまでは南関東公営競馬所属馬にとって下半期最大の目標とされていたアラブ大賞典が、この年から全国でも初となる地方競馬全国交流競走の全日本アラブ大賞典として施行されることとなった。この大一番を目指し、春先まで南関東で走り前年のアラブ大賞典2着の実績をもつ兵庫所属・コーセイジユニアー、前哨戦として開放された準重賞・勝島特別を制した名古屋のトウスイホープら、合計4頭の他地区馬が遠征する。そして、その中には兵庫所属馬として大井競馬場へと舞い戻るタイムラインの姿もあった。
前走のオープン戦でキングタカラに敗れていたにもかかわらず、スカレーは「成長した今ならタイムラインを破りうる」対抗馬として人気を集める。だが競走ではキングタカラがハナを切り、タイムライン・トキセンと兵庫の2頭が2番手で内・外を併走。スカレーはトウスイホープ、ブルシヨワとともに3番手集団を形成していたが、3コーナーでタイムラインがキングタカラに並びかけレースが動いてからも反応が鈍い走り。結局はまったく見せ場を作ることができないまま、勝負圏外の6着に敗れた。
これを最後に、スカレーは門別・旭牧場で種牡馬生活へ入る。通算戦績は17戦8勝、2着4回3着2回。

## 種牡馬時代
父エルシドが新進気鋭の輸入アラブ種牡馬として大活躍を見せていたこともあり、そのいち早い後継種牡馬として種付け料は初年度からアングロアラブとしては破格の60万円に設定される。それでも多くの繁殖を集め、初年度産駒からいきなり6連勝で全日本アラブ争覇を勝ち、アラブダービーを制したカザンウンリユウなどを出したことで人気はさらに上昇。リーディングサイアーランキングでは1位の栄冠こそ届かなかったが一貫して上位をキープしており、数多くの名競走馬・名種牡馬を世に送り出した。また仕上がりの早さと豊かなスピードを持ち味に、3歳のリーディングサイアーランキングでは計6回の首位に輝いている。だが15歳ころから腰を痛めるようになり、それが原因で1985年6月に17歳で死亡した。

### 代表産駒
- 1974年産
  - カザンウンリユウ(アラブダービー・全日本アラブ争覇・種牡馬)
  - エンジエルブライト(新春賞・白鷺賞・種牡馬)
  - ミスターマサボー(アラブダービー[笠松])
  - センエルシド(農林水産大臣賞典[新潟公営])
  - スイセイガバナー(種牡馬)
  - ソデノボーイ(ブルーバードカップ・種牡馬)
  - ホクセイコー(種牡馬)ホクトライデン半弟。
- 1975年産
  - ガバナースカレー(南関東アラブ三冠馬・全日本アラブ争覇・種牡馬)
- 1976年産
  - キタノトウザイ(母イナリトウザイ・種牡馬)。
  - アイランドキング(アラブダービー・銀盃・種牡馬)
  - サリユウムサシ(ワード賞・ブルーバードカップ・種牡馬)
  - チヨウキユウエース(白鷺賞・広峰賞)
  - タクマサチフジ(オーガストハンデ2回) ヤタノキングの母。
- 1977年産
  - スズカゼ(北関東アラブ大賞典・種牡馬)
  - カツカザン(アラブ王冠賞[佐賀]・種牡馬)
  - ヘイケ(3歳時中央にて6連勝)
  - ダイニハクセキ(種牡馬)
- 1978年産
  - テルスカーレー(菊水賞・市川賞)
  - サンスカレー(全日本アラブクイーンカップ・報知新聞社賞)
  - チヨウキユウガバナ(全日本アラブクイーンカップ・報知新聞社賞)
  - トキノシゲミ(のじぎく賞)
  - セントリチカラ(黒百合賞2回・南国桜花賞)
- 1979年産
  - アズマスカレー(セイユウ記念・シュンエイ記念)
  - キタノカズスミ(銀盃・種牡馬)
  - ミヤシロオー(種牡馬)
- 1980年産
  - イースタンハナ(名古屋杯・愛知賞)
  - サウンドランサー(新潟アラブ優駿)
  - タイガートウザイ(母イナリトウザイ・種牡馬)。
- 1982年産
  - ヨシノスカレー(報知グランプリカップ・銀盃・種牡馬)
- 1983年産
  - シマスカレー(エイプリルカップ・ことじ賞)
  - ブゼンヤマト(アラブ王冠[中津]・アラブチャンピオン[中津])
- 1984年産
  - ヒカリミススカレー(アラブ王冠[笠松]・アラブスプリンターカップ・中京スポ杯)
  - ツルギジヨーオー(アラブスプリンターカップ・ひまわり賞[笠松])
  - ミスターローレル(新潟アラブ大賞典・越佐記念・種牡馬)
  - ミヤノマドンナ(園田ジュニアカップ)
- 1985年産
  - エバーフラツシユ(銀盃[道営]・市制100周年記念[新潟公営])

### 各年成績
| 年     | 出走数 | 1着数 | 収得賞金        | 総合順位 | AEI  | 3歳順位 | 3歳AEI | 重賞勝数 |
| ------ | ------ | ----- | --------------- | -------- | ---- | ------- | ------ | -------- |
| 1976年 | 514    | 65    | 1億2280万9000円 | 23位     | 1.25 | 2位     | 2.01   | 1        |
| 1977年 | 1235   | 124   | 3億0411万6000円 | 9位      | 1.49 | 4位     | 1.42   | 6        |
| 1978年 | 1790   | 185   | 4億8869万7000円 | 3位      | 1.51 | 1位     | 1.75   | 7        |
| 1979年 | 2287   | 189   | 6億2494万0000円 | 3位      | 1.87 | 7位     | 1.85   | 9        |
| 1980年 | 2483   | 265   | 5億6888万6000円 | 4位      | 1.15 | 1位     | 1.30   | 6        |
| 1981年 | 3054   | 316   | 7億0693万1000円 | 3位      | 1.22 | 1位     | 1.37   | 10       |
| 1982年 | 3268   | 336   | 7億7368万5000円 | 3位      | 1.21 | 1位     | 1.32   | 5        |
| 1983年 | 3984   | 383   | 7億7512万6000円 | 2位      | 1.13 | 1位     | 1.24   | 5        |
| 1984年 | 4186   | 398   | 6億6492万1000円 | 3位      | 0.99 | 2位     | 1.12   | 1        |
| 1985年 | 4223   | 392   | 6億3164万8000円 | 2位      | 1.05 | 1位     | 1.21   | 4        |
| 1986年 | 4259   | 380   | 5億5013万8000円 | 3位      | 0.96 | 4位     | 1.17   | 5        |
| 1987年 | 3521   | 377   | 5億2076万1000円 | 4位      | 1.03 | 12位    | 1.12   | 3        |
| 1988年 | 2870   | 215   | 4億2651万8000円 | 6位      | 1.20 | 26位    | 2.43   | 3        |
| 1989年 | 1909   | 158   | 2億6584万3000円 | 16位     | 0.96 | -       | -      | 4        |
| 1990年 | 1054   | 87    | 1億3838万0000円 | 38位     | 0.82 | -       | -      | 2        |
| 1991年 | 545    | 45    | 7114万3000円    | 58位     | 0.77 | -       | -      | 1        |
| 1992年 | 264    | 22    | 3877万2000円    | 85位     | 0.81 | -       | -      | 0        |
| 1993年 | 115    | 9     | 1650万2000円    | 127位    | 0.87 | -       | -      | 0        |
| 1994年 | 64     | 4     | 379万2000円     | 220位    | 0.48 | -       | -      | 0        |
| 1995年 | 1      | 0     | 0円             | 405位    | 0.00 | -       | -      | 0        |

全ての数字は地方・中央総合リーディングでのもの。

## 血統表
| スカレーの血統（エルシド系 / 方景3×4=18.75%[母内] )「アア」表記はアングロアラブ種 「アラ」表記はアラブ種 「*」が付された馬名はシャギア・ギドラン・サラ系 | スカレーの血統（エルシド系 / 方景3×4=18.75%[母内] )「アア」表記はアングロアラブ種 「アラ」表記はアラブ種 「*」が付された馬名はシャギア・ギドラン・サラ系 | スカレーの血統（エルシド系 / 方景3×4=18.75%[母内] )「アア」表記はアングロアラブ種 「アラ」表記はアラブ種 「*」が付された馬名はシャギア・ギドラン・サラ系 | （血統表の出典）               | （血統表の出典）               |
| 父 アア エルシド El Cid 1962 鹿毛 | 父の父アア Nithard 1948 | アア Kesbeth 1943 | Dadji 1933                     | Dadji 1933                     |
| 父 アア エルシド El Cid 1962 鹿毛 | 父の父アア Nithard 1948 | アア Kesbeth 1943 | アラ Kraina 1932               |                                |
| 父 アア エルシド El Cid 1962 鹿毛 | 父の父アア Nithard 1948 | アア Nitouche 1940 | アアLotus VIII 1923            | アアLotus VIII 1923            |
| 父 アア エルシド El Cid 1962 鹿毛 | 父の父アア Nithard 1948 | アア Nitouche 1940 | アア Nausicaa 1932             |                                |
| 父 アア エルシド El Cid 1962 鹿毛 | 父の母アア Farida IV 1950 | Elseneur 1943 | Nino 1923                      | Nino 1923                      |
| 父 アア エルシド El Cid 1962 鹿毛 | 父の母アア Farida IV 1950 | Elseneur 1943 | Ann's Twin 1939                |                                |
| 父 アア エルシド El Cid 1962 鹿毛 | 父の母アア Farida IV 1950 | アア Lady Salmson 1937 | アラ Alaric V 1929             | アラ Alaric V 1929             |
| 父 アア エルシド El Cid 1962 鹿毛 | 父の母アア Farida IV 1950 | アア Lady Salmson 1937 | Lady of Mercia 1931            |                                |
| 母 アア トモスカツプ 1961 栃栗毛 | 母の父アア トモスベビー 1953 | トシシロ 1940 | ダイオライト Diolite 1927      | ダイオライト Diolite 1927      |
| 母 アア トモスカツプ 1961 栃栗毛 | 母の父アア トモスベビー 1953 | トシシロ 1940 | 月城 1932                      |                                |
| 母 アア トモスカツプ 1961 栃栗毛 | 母の父アア トモスベビー 1953 | アア スルガ 1946 | アア 方景 1934                 | アア 方景 1934                 |
| 母 アア トモスカツプ 1961 栃栗毛 | 母の父アア トモスベビー 1953 | アア スルガ 1946 | アア 念原 1935                 |                                |
| 母 アア トモスカツプ 1961 栃栗毛 | 母の母アア カツプフオード 1945 | アア 方景 1934 | アスフオード Athford 1925      | アスフオード Athford 1925      |
| 母 アア トモスカツプ 1961 栃栗毛 | 母の母アア カツプフオード 1945 | アア 方景 1934 | アア 影英 1929                 |                                |
| 母 アア トモスカツプ 1961 栃栗毛 | 母の母アア カツプフオード 1945 | *スターカップ 1935 | アア バラツケー Barraques 1927 | アア バラツケー Barraques 1927 |
| 母 アア トモスカツプ 1961 栃栗毛 | 母の母アア カツプフオード 1945 | *スターカップ 1935 | *雲駒 1922 ガルカ系            |                                |

### オルローフ・ロストプチン種
オルローフ・ロストプチン種(ロシア語: Орлов Ростопчи́н、ラテン文字転記:Orlov-Rostopchin)とは、ロシアで改良された乗用軽種馬の品種である。ロシア貴族のアレクセイ・グリゴリエヴィチ・オルロフ伯爵（ロシア語: Алексей Григорьевич Орлов、ラテン文字転記：Alexey Grigoryevich Orlov、1737年 -  1808年)が18世紀末にスルタン(Sultan)という名のアラブ種種牡馬を、1802年よりフョードル・ワシリエヴィチ・ロストプチン伯爵（ロシア語: Фёдор Васи́льевич Ростопчи́н、ラテン文字転記： Fyodor Vasilyevich Rostopchin、1763年 -  1826年)がメッカ地方より4頭のアラブ種種牡馬をそれぞれ導入し、自らの牧場においてアラブ種、サラブレッド、アングロアラブ、オランダ種、そして僅かではあるがロシア土着牝馬との間で交配を進めた。1815年に両者の牧場がロシア帝国政府によって買い上げられると、ロストプチン側の馬は旧オルローフ側の牧場へ移動させられる。そして以後は、両牧場の系譜を引くこれらの乗用軽種馬をオルローフ・ロストプチン種と総称するようになった。
日本には、宮内省が1901年に牡馬3頭、牝馬2頭の全5頭を総額8700ルーブルで輸入している。日本へ向けて海上を輸送中に海が大荒れとなり、やむなく半数を船内で処分せざるを得なかったためこの小頭数となった。スカレーの牝祖であるガルカは、この生き残った貴重なオルローフ・ロストプチン種の1頭である。1898年にガラホウ牧場にて生を受け、1100ルーブルの値段で購入されると下総御料牧場に繋養された。当初はサラブレッドと交配されるなどして細々と血脈を繋いでいったが、スカレーの3代母スカーカツプの牝系がアングロアラブ競走馬として成功を収めた。ちなみにスカレーからみた場合ガルカは6代前祖先にあたり、その血量は1.5625%となる。

#### ガルカ主要牝系図
※緑色はサラブレッドが父、青色はオルローフロストプチンが父。*は準サラ扱いのもの。特に表記のないものは全て牝馬。
ガルカ　1898年生　ロシア産
｜第二ガルカ 1905年生
｜第三ガルカ 1906年生
｜第四ガルカ 1907年生
｜第五ガルカ 1911年生
｜第七ロイヤルメツセンジヤー 1912年生　種牡馬　
｜ハアレン　1914年生　種牡馬
｜第六ガルカ　1915年生
｜第七ガルカ　1917年生
｜｜*ヘレナ　1921年生
｜｜*雲駒　1922年生
｜｜｜*スターカツプ 1935年生
｜｜｜｜ヒメラミー 1942年生
｜｜｜｜｜モリツバキ 1948年生 国営22勝。タマツバキにも勝利した。
｜｜｜｜｜｜ホースマンナ 1958年生
｜｜｜｜｜｜｜ユキヨ 1967年生
｜｜｜｜｜｜｜｜センジユツバキ2 1977年生
｜｜｜｜｜｜｜｜｜ミスクシロパワー　1989年生　アラブ王冠(中津)2着
｜｜｜｜カツプフオード 1945年生
｜｜｜｜｜タイヘイ 1955年生　種牡馬
｜｜｜｜｜トモスカツプ 1960年生
｜｜｜｜｜｜レイケイカツプ　1965年生
｜｜｜｜｜｜｜カチミヒメ　1980年生
｜｜｜｜｜｜｜｜シンエイシューホー　1990年生　牡馬　日本海特別
｜｜｜｜｜｜｜タイヨウコナモーレ　1987年生
｜｜｜｜｜｜｜｜キクノパワフル　1995年生　全日本アラブクイーンカップ
｜｜｜｜｜｜スカレー 1969年生　アラブチャンピオン、アラブ王冠賞、白百合賞、鎌倉記念、八王子記念、種牡馬
｜｜｜｜｜｜ハマヤス 1970年生　種牡馬
｜｜｜｜｜｜テルヒサ 1974年生　鞆の浦賞、アラブ王冠(福山)2着、種牡馬
｜｜｜｜タカツバキ 1952年生
｜｜｜｜｜ヒメカツプ 1960年生　1963年啓衆社賞最優秀アラブ アラブ大賞典、タマツバキ記念(春)2回
｜｜｜｜｜｜ツキカツプ 1975年生
｜｜｜｜｜｜｜ダイドーカツプ 1981年生
｜｜｜｜｜｜｜｜スウィングエース 1989年生
｜｜｜｜｜｜｜｜｜シュメイヒーロー 1997年生　牡馬　九州アラブダービー、荒尾記念
｜｜｜｜｜｜｜ホーセンカ 1982年生
｜｜｜｜｜｜｜｜キヤシームーン 1986年生
｜｜｜｜｜｜｜｜｜ピアドハンター 1994年生　牡馬　福山ダービー、福山大賞典、福山マイラーズカップ
｜｜｜｜｜ホウカン 1961年生
｜｜｜｜｜｜ヒダセイハ　1973年生
｜｜｜｜｜｜｜リフトバレー　1982年生
｜｜｜｜｜｜｜｜サンエスジュニア　1982年生 牡馬　アラブウインターカップ(金沢)
｜｜｜｜｜第弐カツプヒメ　1965年生
｜｜｜｜｜｜スピードケイコ　1974年生
｜｜｜｜｜｜｜グランスター　1981年生　牡馬　岩鷲賞
｜｜｜｜｜マキノカツプ　1976年生
｜｜｜｜｜｜スターカツプレデー　1981年生
｜｜｜｜｜｜｜ラピードベア　1991年生　牡馬　アラブギフ大賞典2着
｜｜*エイリユウ　1927年生
｜第八ガルカ　1920年生